# Museo de Arte de Denver
El Museo de Arte de Denver o DAM (en inglés, Denver Art Museum) es un museo de arte ubicado en el Centro Cívico de Denver (Estados Unidos). Cuenta con más de 70 000 obras que lo convierten en uno de los museos de arte más grandes entre la Costa Oeste y Chicago. Es conocido por su colección de arte indio americano, así como por el Instituto Petrie de Arte Americano Occidental, que supervisa la colección de arte occidental del Museo y sus otras colecciones de más de 70 000 obras diversas de todos los siglos y el mundo. El icónico Martin Building (anteriormente conocido como North Building) fue diseñado por Gio Ponti en 1971. El Hamilton Building, inaugurado en 2006, fue por su parte diseñado por Daniel Libeskind.
El DAM tiene departamentos curatoriales de arte africano, asiático, nativas, precolombino moderno y contemporáneo, y con secciones didacadas a la arquitectura, efotografía, textil y moda.
En 2018, el Museo inició un proyecto de renovación transformador de 150 millones de dólares para unificar el campus y revitalizar la estructura original de Ponti, incluida la creación de nuevos espacios de exhibición, dos nuevas opciones gastronómicas y un nuevo centro de bienvenida.

## Historia
Los orígenes del museo se remontan a la fundación del Denver Artists Club en 1893. Este cambió su nombre a Asociación de Arte de Denver en 1917 y abrió sus primeras galerías en el Edificio de la Ciudad y el Condado dos años después. El museo abrió galerías en Chappell House en 1922. La casa, ubicada en Logan Street, fue donada por George Cranmer y Delos Chappell. En 1923, la Asociación de Arte de Denver se convirtió en el DAM.

### De 1948 a 1971
En 1948, el DAM compró un edificio en Acoma y la avenida 14en el lado sur de Civic Center Park. El arquitecto Burnham Hoyt renovó el edificio, que se inauguró como Schleier Memorial Gallery en 1949. Si bien la Galería Schleier fue una adición significativa, el DAM aún buscaba aumentar su espacio. La presión adicional provino de la Fundación Kress, que ofreció donar tres colecciones valoradas en más de 2 millones de dólares con la condición de que DAM construyera un nuevo edificio para albergarlas. El DAM buscó ayuda de la ciudad y el condado de Denver para recaudar fondos. Sin embargo, en 1952 los votantes no aprobaron un bono de resolución. A pesar de este contratiempo, el museo continuó recaudando fondos y finalmente abrió un nuevo edificio, el ala sur (ahora conocida como el ala Bach). Así, en 1954 el DAM pudo recibir las tres colecciones de la Fundación Kress.
The North Building, una adición de siete pisos y 19509 m², se inauguró en 1971. El edificio fue diseñado por el arquitecto moderno italiano Gio Ponti, con los arquitectos locales James Sudler Associates de Denver. Ponti dijo: “El arte es un tesoro, y estos muros delgados pero celosos lo defienden”. Es su único diseño completo construido en los Estados Unidos. Ponti diseñó el edificio DAM para romper con los arquetipos tradicionales del museo. La fachada de "castillo" de dos torres tiene 24 lados y más de un millón de placas de vidrio reflectante, diseñadas por Dow Corning, cubren el exterior del edificio.

### De 2006 a la actualidad
El Pabellón Duncan y el Frederic C. Hamilton Building se agregaron en 2006. El Pabellón Duncan, una adición del segundo piso de 529 m² al Ala Bach, fue creado para acomodar el tráfico del puente desde el nuevo Hamilton Building y el North Building de 1971. El Duncan Pavilion fue diseñado para eventos familiares, exposiciones y otros eventos.
En diciembre de 2016, el DAM anunció un proyecto de transformación de 150 millones de dólares para unificar el campus del Museo y revitalizar el edificio de Ponti (ahora llamado Martin Building), incluida la creación de nuevos espacios de galería, dos nuevas opciones gastronómicas y el nuevo Centro de Bienvenida Sie. Con la arquitectura y el diseño dirigidos por Machado Silvetti y Fentress Architects, con sede en Denver, el proyecto de renovación está programado para completarse en 2021 a tiempo para el 50 aniversario del edificio original de Ponti. El Pabellón Duncan fue demolido en 2019.

## Instalaciones

### Hamilton Building

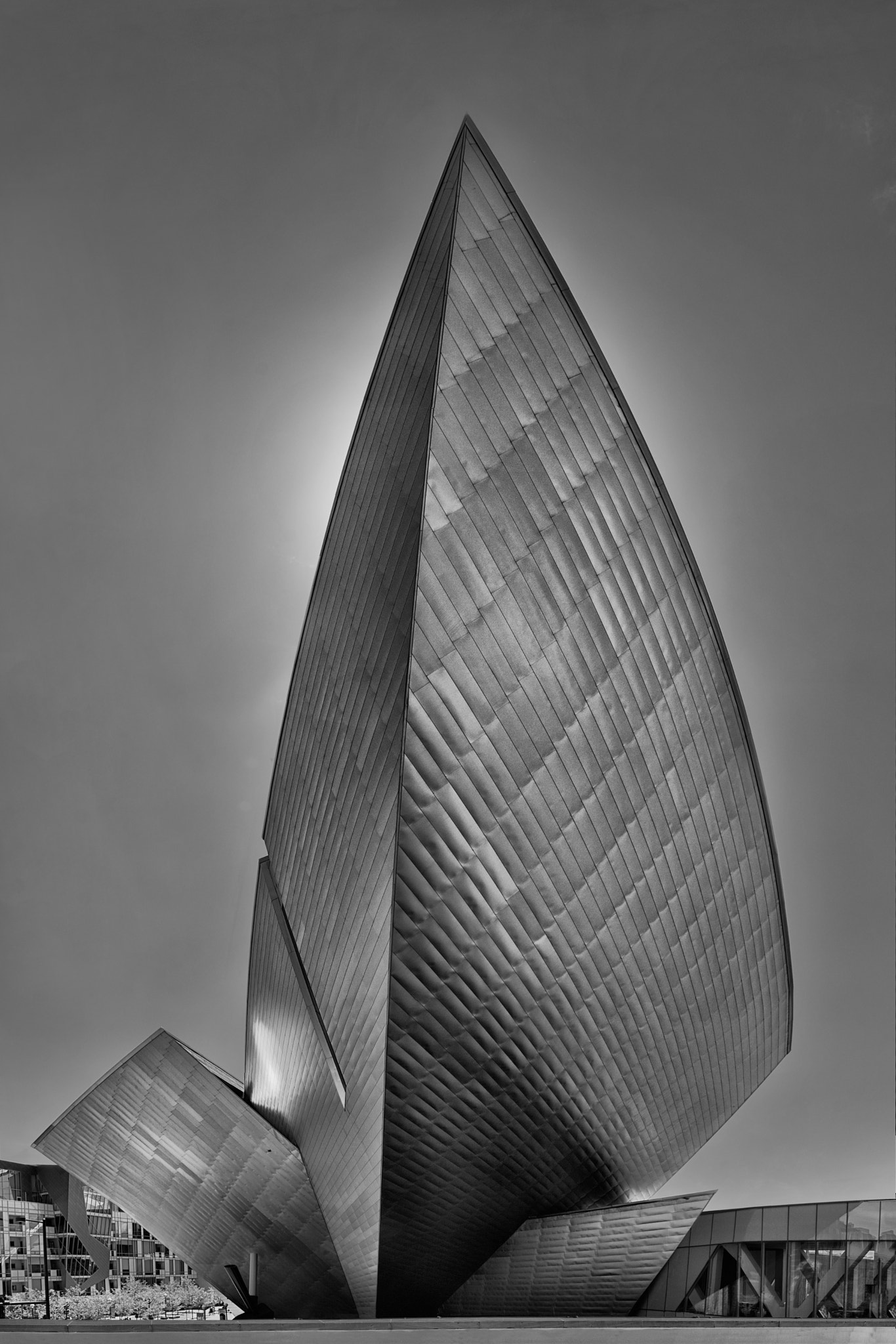
El Hamilton Building, diseñado por Daniel Libeskind

El Frederic C. Hamilton Building alberga las colecciones de arte moderno y contemporáneo, arte africano y arte oceánico del museo, junto con parte de la colección de arte del oeste de América y espacios de exhibición especiales. Diseñado como una empresa conjunta por Studio Daniel Libeskind y la firma Davis Partnership Architects, el edificio revestido de vidrio y titanio se inauguró el 7 de octubre de 2006. Reconocido por el American Institute of Architects como un exitoso proyecto de Modelado de Información de Construcción, el Hamilton Building es el primer edificio terminado de Daniel Libeskind en los Estados Unidos. Con cuatro pisos y 13 563 m², sirve como la entrada principal al resto del complejo del museo. Este proyecto duplicó el tamaño del museo.
El diseño angular del Hamilton Building sobresale en muchas direcciones, sostenido por una estructura de 2740 toneladas que contiene más de 3100 piezas de acero. Uno de los elementos en ángulo se extiende 50 m sobre y 30 m por encima de la calle de abajo. Ninguno de los 20 planos es paralelo o perpendicular a otro.
Similar al techo de muchos picos del Aeropuerto Internacional de Denver, el Hamilton Building emula los ángulos agudos de las cercanas Montañas Rocosas, así como los cristales geométricos que se encuentran en la base de las montañas cerca de Denver. Con respecto al concepto de diseño, Libeskind comentó: “El proyecto no está diseñado como un edificio independiente sino como parte de una composición de espacios públicos, monumentos y puertas de entrada en esta parte en desarrollo de la ciudad, contribuyendo a la sinergia entre vecinos grandes e íntimos”.
Libeskind diseñó una plaza peatonal ajardinada para el complejo DAM. Las esculturas en exhibición incluyen 'Scottish Angus Cow and Calf' de Dan Ostermiller, 'Big Sweep' de Coosje van Bruggen y Claes Oldenburg, y 'Denver Monoliths' de Beverly Pepper.
Debido a la distinta configuración del acero para producir el edificio, la expansión del Hamilton Building del DAM recibió un Premio Presidencial a la Excelencia del Instituto Estadounidense de Construcción de Acero: Diseño Innovador en Ingeniería y Arquitectura con Acero Estructural de AISC 2007 (IDEAS2).
El diseño de la extensión de Hamilton de DAM ha recibido críticas mixtas. Christopher Hawthorne, crítico de arquitectura de Los Angeles Times, dijo que el logro arquitectónico del edificio no significa que funcione bien como museo. Llamó al Hamilton Building "una impresionante pieza de escultura arquitectónica", pero "un lugar bastante terrible para mostrar y mirar arte". "La arquitectura de los museos no siempre se combina de manera cohesiva con un gran logro arquitectónico".
Lewis Sharp (director de DAM, 1989–2009) dijo que una de las cosas más emocionantes del Hamilton Building es que los visitantes pueden ver las obras de arte en un entorno nuevo, ya que hay al menos 20 formas diferentes de exhibir y colgar el trabajo de los artistas en el galerías inclinadas y angulares. “Creo que a menudo ves cosas que nunca antes habías visto”, dijo Sharp. "Simplemente plantea todo tipo de formas potencialmente nuevas de atraer a un visitante".

### Martin Building

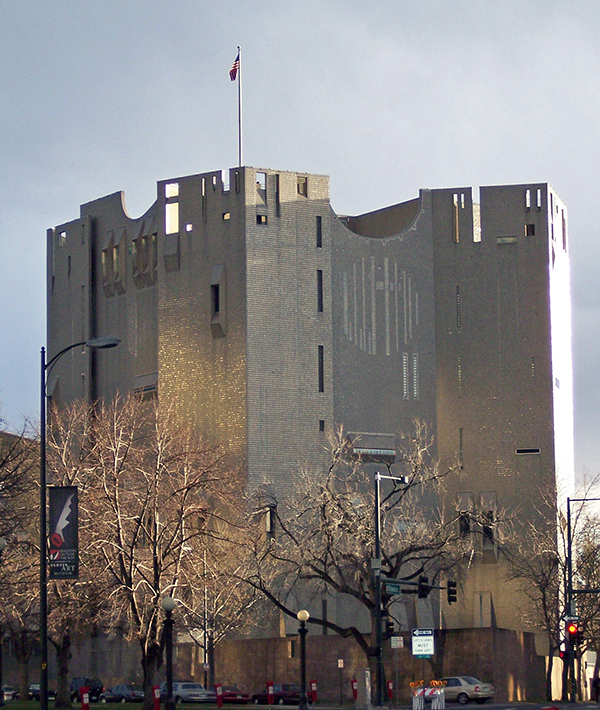
El Martin Building en DAM, diseñado por Gio Ponti en 1971.

Cuando se construyó la estructura original de Ponti en 1971, se diseñó para albergar a 100 000 visitantes al año. En 2017, el Museo estimó una asistencia media de 850 000 visitantes anuales. Para acomodar a un público cada vez mayor, el proyecto de renovación del Museo agregará más de 6689 m² de galerías y espacios para visitantes nuevos y renovados, además de la implementación de actualizaciones cruciales de seguridad e infraestructura.
El 10 de enero de 2018, el DAM inició una renovación integral de su Martin Building (o North Building), la única estructura completa en América del Norte diseñada por el renombrado arquitecto italiano Gio Ponti. Uno de los primeros museos de arte de gran altura, el North Building fue renombrado en 2019 en honor a Lanny y Sharon Martin, quienes hicieron la donación principal de 25 millones de dólares para revitalizar el edificio como parte del proyecto de transformación del campus en curso del Museo. Además, el programa de bonos Elevate Denver aportó 35,5 millones de dólares en fondos para el proyecto de DAM.
La renovación incluye actualizaciones en los siete pisos de las galerías, la creación de nuevos espacios de aprendizaje y compromiso, así como un nuevo restaurante, cafetería y el Centro de Bienvenida Sie. El diseño incluye tragaluces, que revelan nuevos aspectos de su diseño, y mejoras en el sitio exterior, como la iluminación y la revitalización de las baldosas de vidrio en la fachada del edificio. Machado Silvetti y Fentress Architects, con sede en Denver, son los equipos de diseño detrás del proyecto de 150 millones de dólares cuya reapertura está programada para el 50 aniversario del edificio en 2021.
Como parte de la renovación del Martin Building, las nuevas Galerías de la Fundación Bonfils-Stanton presentarán 650 m² de espacio de galería nuevo para la colección permanente del Museo. Este espacio completamente renovado en el nivel uno del Martin Building, que recupera los pies cuadrados que antes se usaban para el almacenamiento de arte, se dedicará a exhibiciones temporales extraídas de las extensas colecciones de arte global del museo.

### Centro de Bienvenida Sie
Como parte del gran proyecto de transformación del DAM, se construyó el nuevo Centro de Bienvenida Sie como entrada para los visitantes al Martin Building y como un conector al Hamilton Building. Fue nombrada por cuenta de una donación de 12 millones de dólares  de Anna y John J. Sie. La estructura redonda revestida de vidrio diseñada por Machado Silvetti y Fentress Architects servirá como la nueva entrada de visitantes y centro de venta de boletos del Martin Building.
En el segundo piso del Sie Welcome Center se encuentra el Sturm Grand Pavilion, uno de los espacios para eventos especiales más grandes y distintivos del centro de Denver. Con más de 929 m², los paneles de vidrio curvos del pabellón ofrecen una vista única de la ciudad.

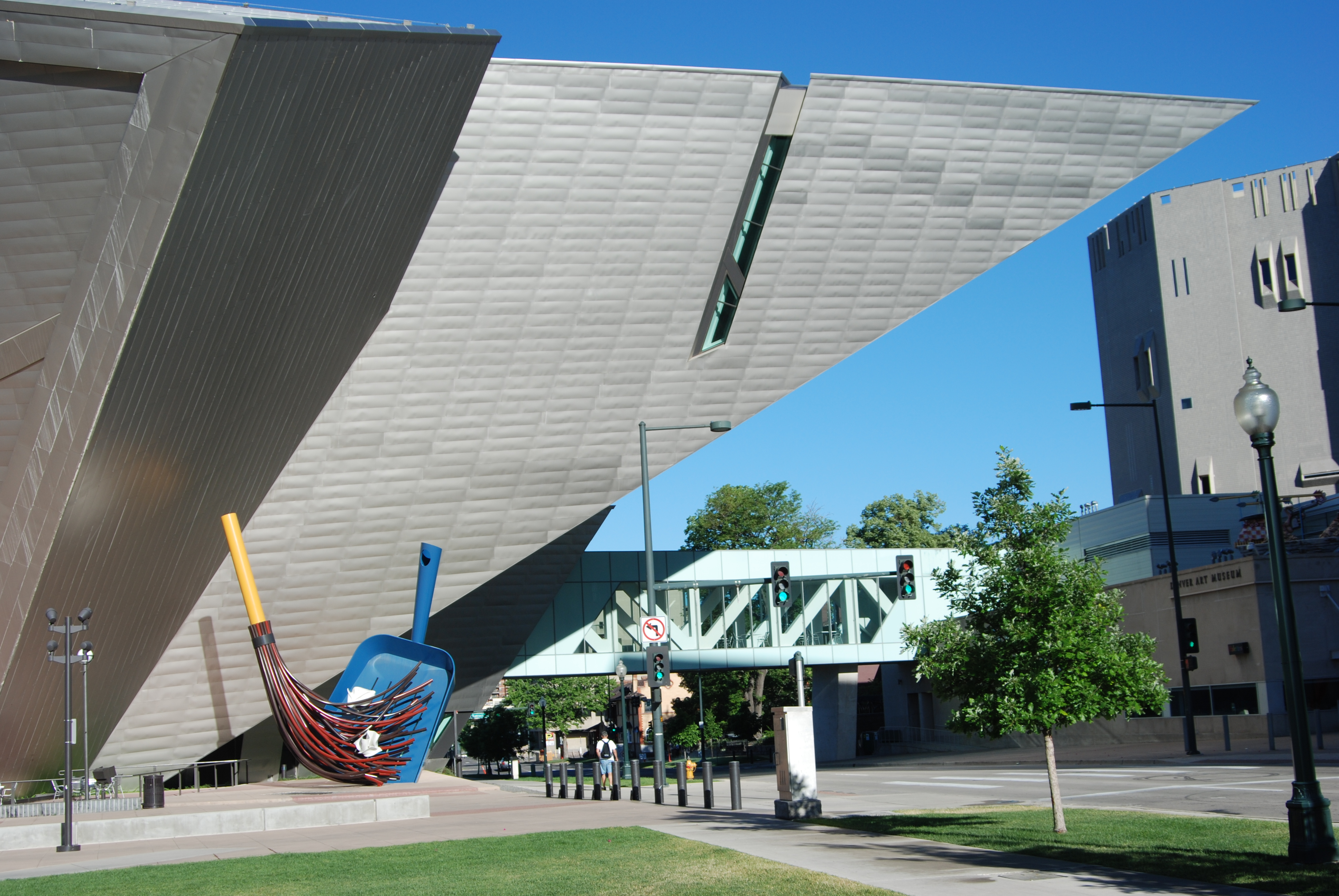
Pasarela peatonal entre los edificios Martin y Hamilton

### Pabellón Duncan
El Pabellón Duncan fue una adición del segundo piso al Ala Bach del DAM y se inauguró en febrero de 2006. El pabellón fue demolido en 2017, y el sitio es ahora la ubicación del Centro de Bienvenida Sie, parte del proyecto de renovación transformadora del Museo. El Pabellón Duncan sirvió como enlace entre el Hamilton Building diseñado por Daniel Libeskind y el North Building diseñado Gio Ponti en 1971. La intención del proyecto incluía preservar la integridad de la parte más antigua del museo, el ala Bach construida en 1954, al mismo tiempo que se le proporcionaba una importante mejora mecánica.
El área de reunión abierta del Pabellón Duncan recibió el puente peatonal del Hamilton Building con un ascensor para peatones y una escalera de vidrio que une el tráfico peatonal con la Galería Signature en el primer piso. Una extensión mejorada del elevador de carga existente creó el enlace final en el sistema que facilita el tráfico de obras de arte entre edificios para que las obras de arte puedan recibirse y repararse en el Hamilton Building y transportarse hacia y desde las galerías del edificio Ponti sin salir del entorno protector del museo.

## Fondos
El museo está a cargo de una organización sin fines de lucro separada de la ciudad. Los principales fondos provienen de un impuesto sobre las ventas del 0,1 por ciento recaudado en el Distrito de Instalaciones Científicas y Culturales (SCFD), que incluye siete condados de Colorado (Adams, Arapahoe, Boulder, Broomfield, Denver, Douglas y Jefferson) en el Área metropolitana de Denver-Aurora-Broomfield El distrito proporciona fondos a unas 300 organizaciones artísticas, culturales y científicas en los siete condados. Cerca del 65 por ciento de este impuesto se utiliza para financiar el Museo de Arte y otras cuatro importantes instalaciones científicas y culturales: los Jardines Botánicos, el Zoológico, el Museo de Naturaleza y Ciencia y el Centro de Artes Escénicas. Además, el museo recibe importantes donaciones privadas y préstamos de colecciones privadas. Durante los últimos cinco años, el DAM ha tenido un promedio de más de 600 000 visitantes al año. El museo está abierto todos los días de 10:00 a 17:00 horas. y los martes hasta las 21:00 h.

## Colecciones
El DAM tiene departamentos curatoriales de Arte Africano, Arquitectura y Diseño, Arte de las Américas Antiguas, arte asiático, Moderno y Contemporáneo, Artes nativas (africanas, indias americanas y oceánicas), Nuevo Mundo (precolombino y colonial español), Pintura y Escultura (europea y americana), Fotografía, arte occidental, y Arte Textil y Moda.
- Colección de arte africano. Está formada por unas 1000 piezas, en su mayoría de los siglos XIX y XX. Incluye muchas obras raras en escultura, textiles, joyería, pintura, grabado y dibujos. Si bien la mayoría de su colección se centra en obras de África occidental, hay piezas de muchas regiones y medios, como madera, metales, fibras, terracota y composiciones de medios mixtos.[34]
- Departamento de Arquitectura, Diseño y Gráficos. Fue fundado en 1990 por el exdirector Lewis I. Sharp. La colección se concentra en áreas que incluyen el diseño italiano de las décadas de 1960 y 1970, el diseño gráfico estadounidense desde la década de 1950 hasta la actualidad, el diseño de muebles y productos posteriores a la Segunda Guerra Mundial en Estados Unidos y Europa occidental y el diseño contemporáneo de Europa occidental y Japón.[35]
- Colección de arte asiático. Incluye galerías dedicadas a las artes de la India, China, Japón y el suroeste de Asia, así como obras del Tíbet, Nepal y el sudeste asiático. La colección, que se originó en 1915 con una donación de objetos de arte chinos y japoneses, abarca un período desde el cuarto milenio antes de Cristo hasta el presente.[36]
- Fotografía. La colección incluye numerosas obras del siglo XIX, en particular del oeste americano, así como fondos de fotografía modernista europea y americana. La colección incluye obras de los primeros fotógrafos occidentales William Bell y Timothy O'Sullivan, los artistas del siglo XIX William Henry Fox Talbot y Henry Bosse y fotógrafos modernistas como Gyorgi Kepes y Man Ray.[37]

### Colección de Arte Moderno y Contemporáneo
La colección de Arte Moderno y Contemporáneo de DAM incluye obras de artistas como Pablo Picasso, Marcel Duchamp, Henri Matisse y Georgia O'Keeffe, así como 33 pinturas, dibujos y collages del aclamado expresionista abstracto Robert Motherwell. La colección también contiene obras representativas de los principales movimientos artísticos de la posguerra, incluidos el expresionismo abstracto, el minimalismo, el arte pop, el arte conceptual y el realismo contemporáneo. El departamento incluye la Colección y Archivo Herbert Bayer, que contiene más de 8000 objetos.
El DAM comenzó a recibir ejemplos significativos de europeos de la década de 1930 con las donaciones de obras de Corot, Courbet y Millet y otros siete de Horace Havemyer. A partir de 1932, los fondos del legado de Helen Dill permitieron al museo adquirir obras de Claude Monet, Camille Pissarro, Alfred Sisley, Pierre-Auguste Renoir, así como pinturas de los artistas estadounidenses Thomas Hart Benton, Winslow Homer, John Twachtman y William Merritt Chase. El legado de Dill comprendía treinta y siete obras compradas por una suma de 65 650 dólares en 1961.

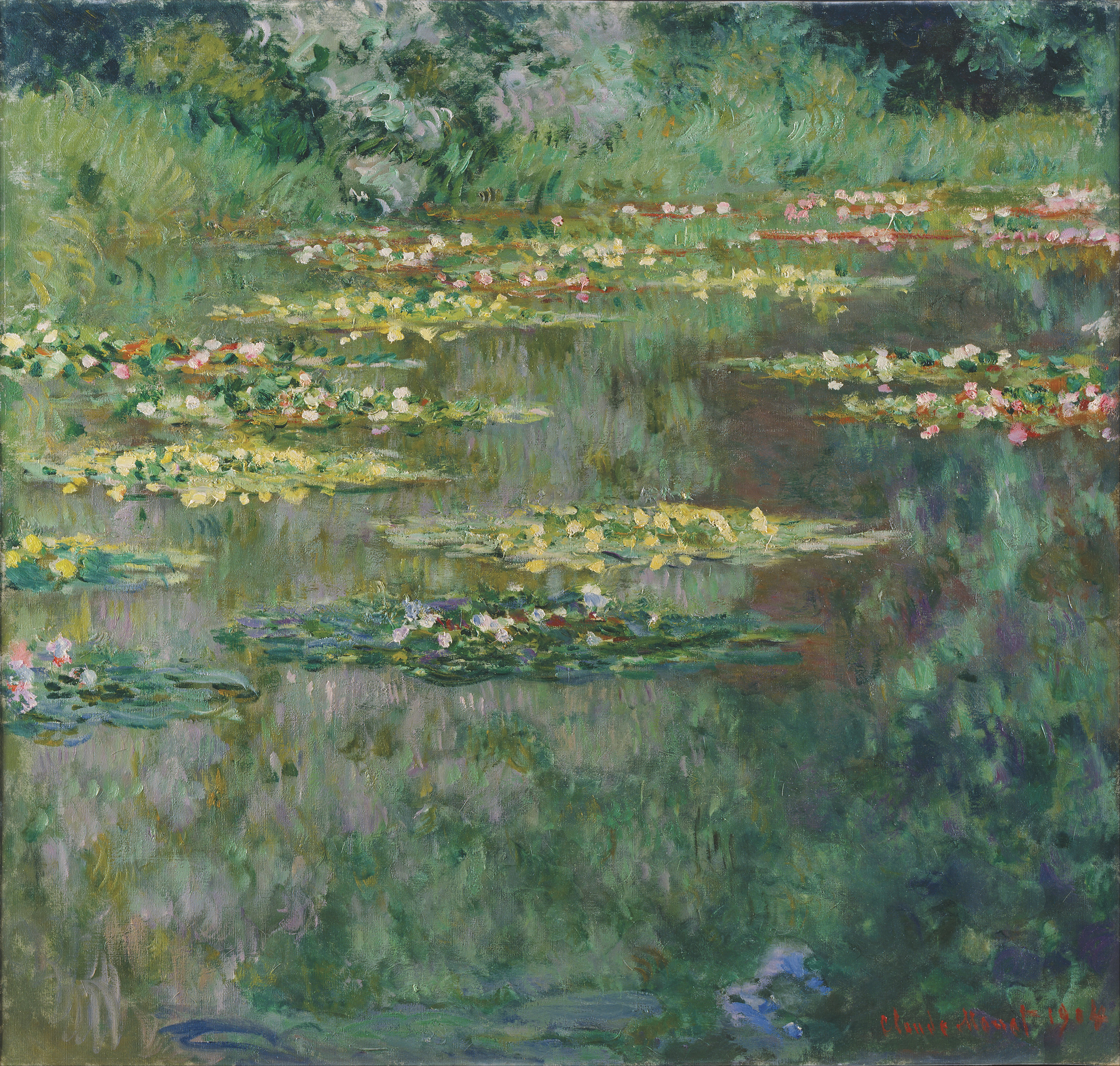
Le Bassin des Nympheas de Claude Monet

Los artistas representados incluyen a Claude Monet (Nenúfares), Camille Pissarro (Otoño, Álamos, Éragny), Winslow Homer (Dos figuras junto al mar), Gustave Courbet (Valle de la piscina negra), Lucien Lévy-Dhurmer (Los Dolomitas), Edgar Degas. (Examen de Danse), Giovanni Benedetto Castiglione (Deucalion y Pyrrha), Giuseppe Arcimboldo (Verano) y Thomas Cole (Sueño de Arcadia).
La Colección Berger es una importante colección privada en gran parte de arte británico que incluye aproximadamente 200 obras y abarca más de seis siglos. Los retratos del Renacimiento, incluidas las obras de Hans Holbein el Joven, son un punto fuerte de la colección. Otros artistas representados incluyen a Nicholas Hilliard, Thomas Gainsborough, Angelica Kauffman, Benjamin West, Edward Lear y David Hockney.
Frederic C. Hamilton legó 22 obras impresionistas de su colección privada al museo en 2014, incluyendo Edge of a Wheat Field With Poppies de Vincent van Gogh, cuatro obras de Claude Monet, tres pinturas de Eugène Boudin y obras de Paul Cézanne, Edouard Manet, Berthe Morisot, Camille Pissarro, Auguste Renoir, Alfred Sisley, William Merritt Chase y Childe Hassam. Otros artistas contemporáneos presentes en el museo son Kent Monkman, Jaune Quick-to-See Smith, Nora Naranjo Morse.

### Donaciones
La Colección y Archivo Herbert Bayer contiene más de 8000 obras, junto con un extenso material documental. Este depósito de importancia internacional está dedicado al legado del maestro de la Bauhaus nacido en Austria que vivió en Colorado durante 28 años. El núcleo de esta colección y archivo provino del legado del artista, y académicos de todo el mundo visitan para involucrar la colección en la investigación. Si bien las obras de arte de Bayer son parte de la colección de Arte Moderno y Contemporáneo del DAM, las obras que no están a la vista del público están disponibles para estudio académico con cita previa. El archivo de materiales no artísticos se transfirió a la Biblioteca Pública de Denver en septiembre de 2018.
En 2001, la colección de Arte Americano Occidental se incrementó con una donación de más de 700 objetos de arte de la familia Bill y Dorothy Harmsen; este fue el ímpetu para establecer el instituto de arte occidental americano en el DAM. El instituto recibió su nuevo título, el Instituto Petrie de Arte Americano Occidental, en 2007, luego de un regalo de la familia Thomas A. Petrie para dotar parcialmente al departamento. En 2013, el museo recibió una donación de arte estadounidense de Henry Roath que duplicó la importancia de su colección occidental existente. La Colección Roath comprende más de 50 obras, que van desde 1877 hasta 1972, de artistas como Albert Bierstadt, Thomas Moran, Frederic Remington y Ernest L. Blumenschein.

## Galería

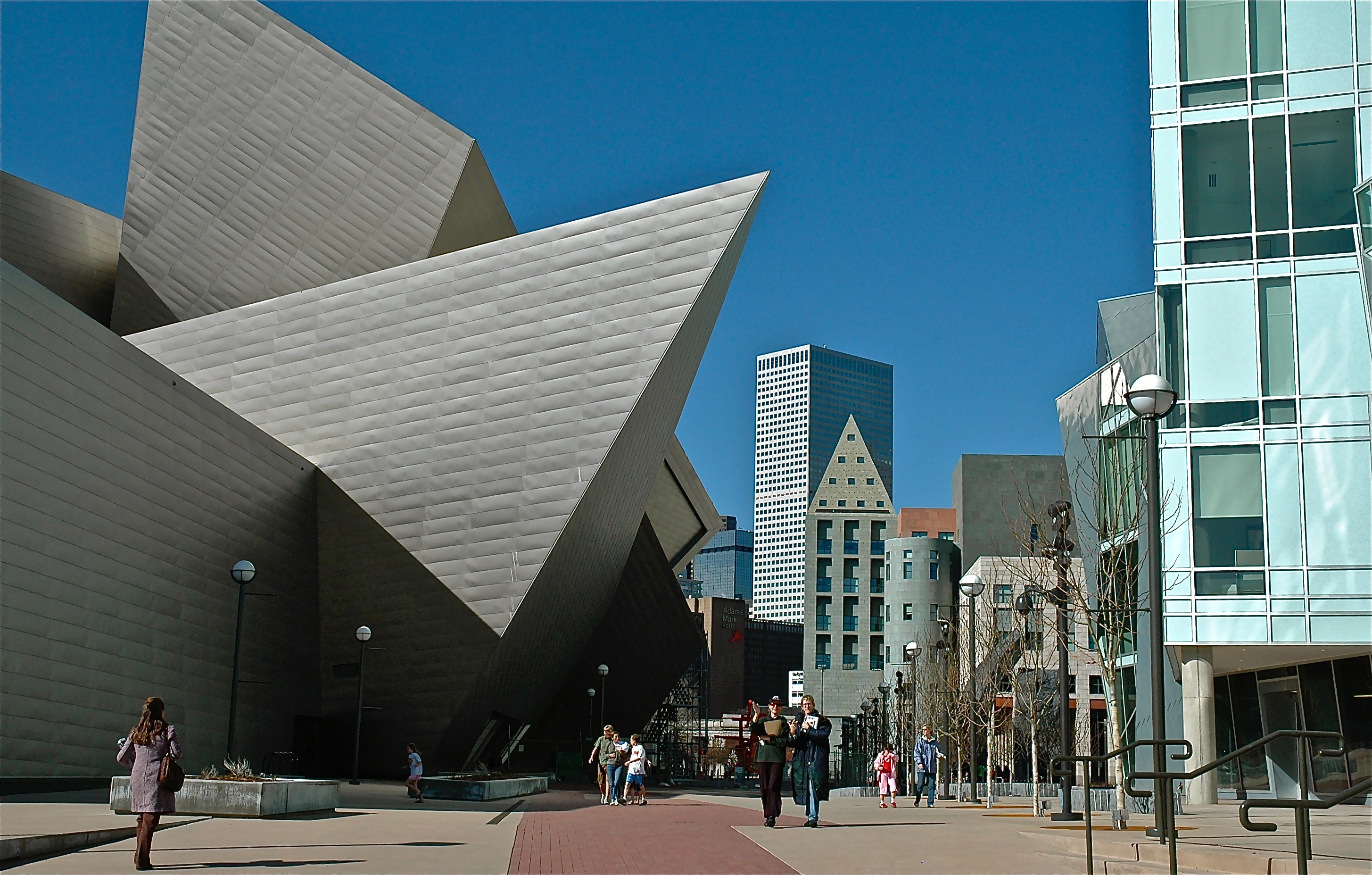
Acoma Plaza
Escultura de Dan Ostermiller
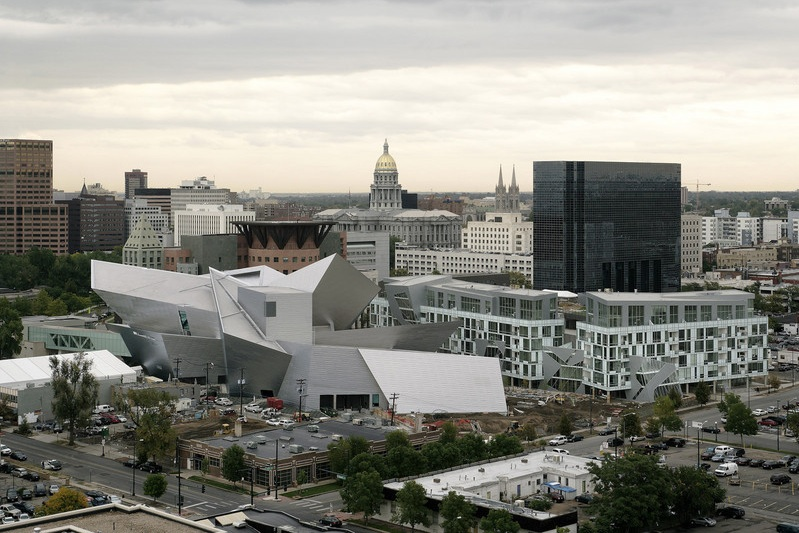
Vista de conjunto
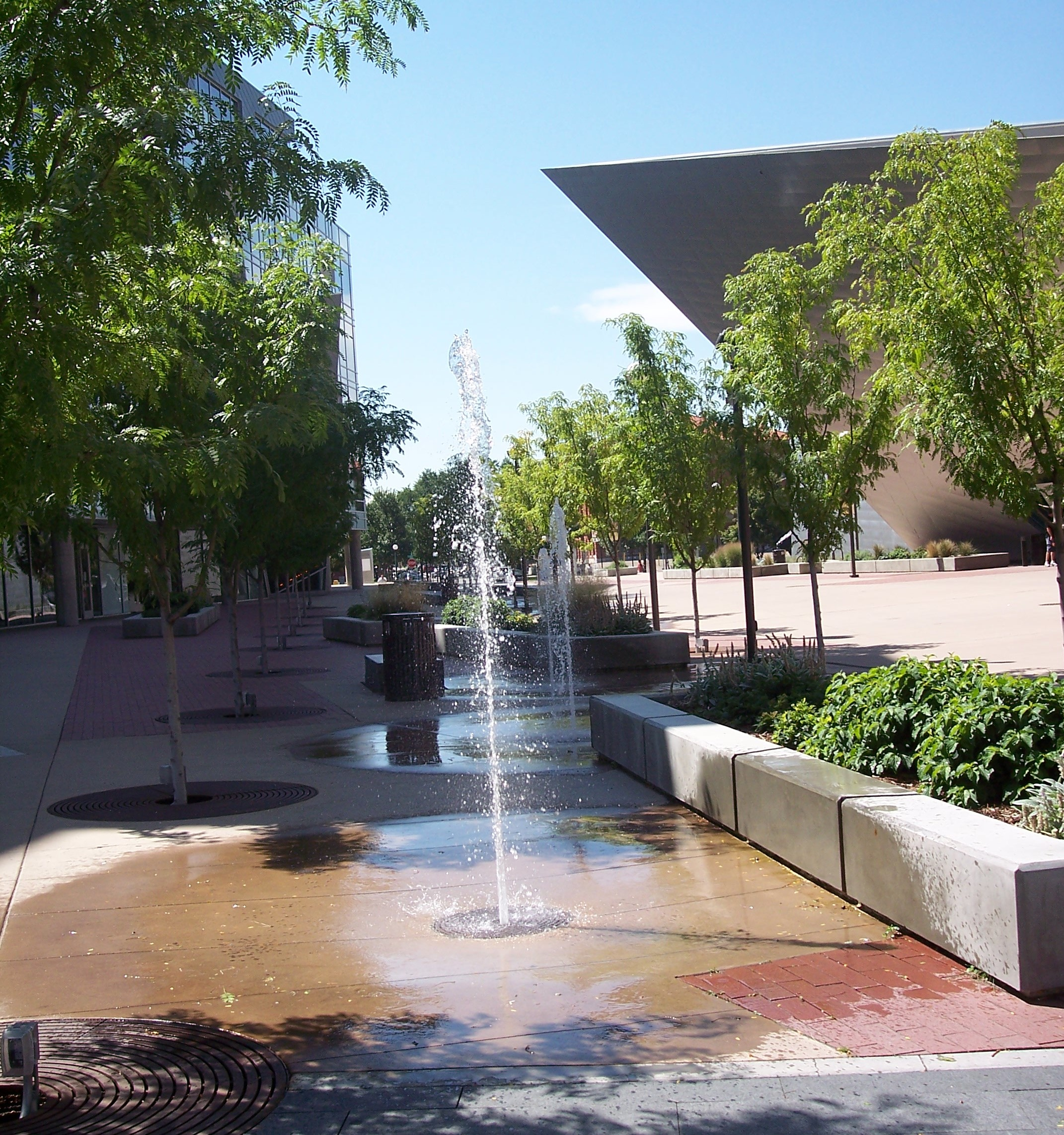
Chorros de agua